# Horace Brown (Leichtathlet)
Horace Brown (Horace Hallock „Hal“ Brown; * 30. März 1898 in Madison, New Jersey; † 25. Dezember 1983 in Houston) war ein US-amerikanischer Langstreckenläufer.
1920 siegte er über 5000 Meter beim US-Ausscheidungskampf für die Olympischen Spiele in Antwerpen, erreichte aber dort in dieser Disziplin nicht das Ziel. Im Mannschaftslauf über 3000 Meter dagegen kam er als Erster ins Ziel und gewann mit Arlie Schardt (3.) und Ivan Dresser (6.) die Goldmedaille für das US-Team. Im selben Jahr wurde er IC4A-Meister über 2 Meilen.
Horace Brown graduierte am Williams College und arbeitete später als Seismologe.